# Bergweg

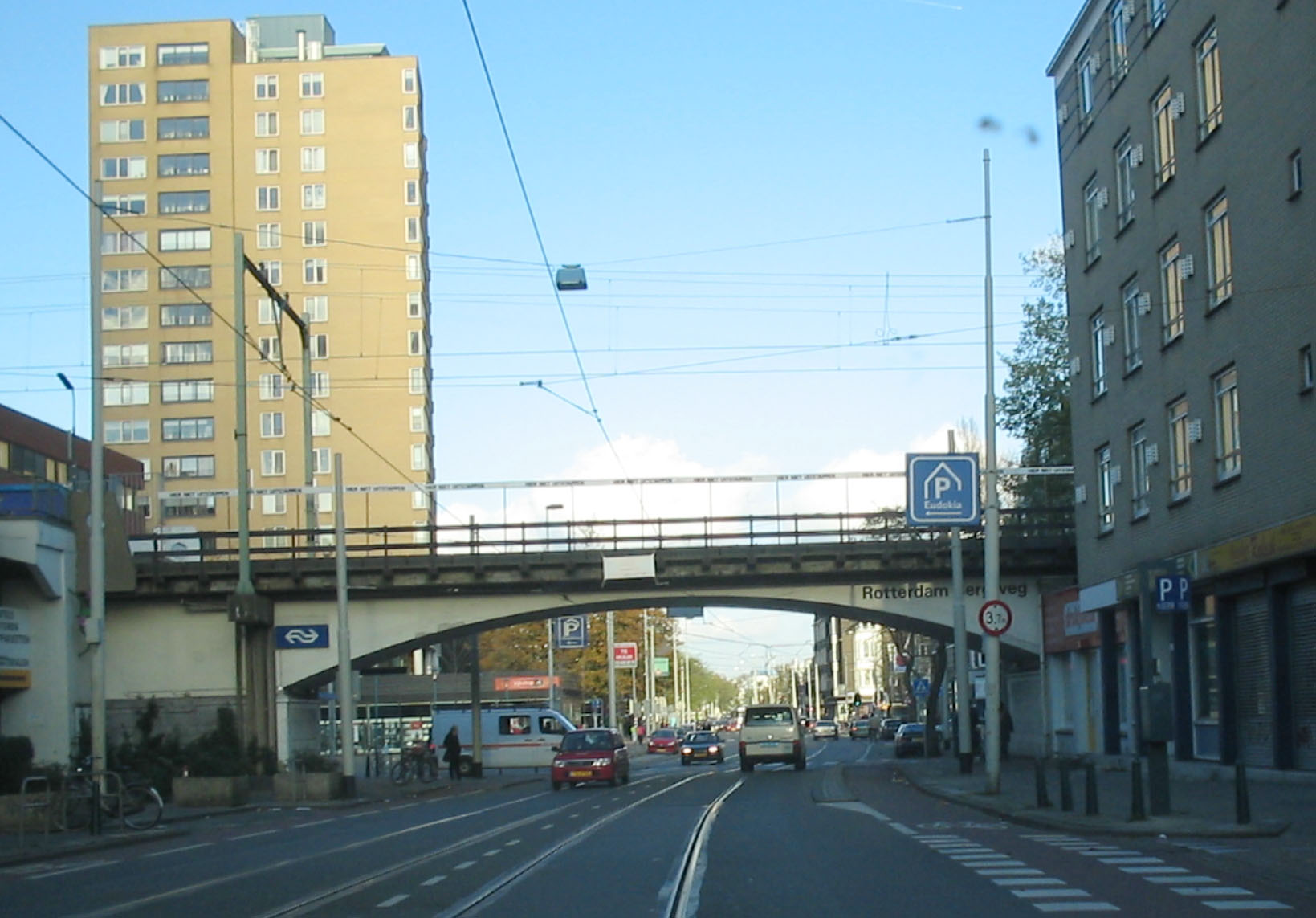
Bergweg bij Hofpleinviaduct, 2005

De Bergweg is een straat in de Rotterdamse wijk het Oude Noorden. De straat loopt vanaf de Schiekade tot aan de Ceintuurbaan, waarna ze overgaat in de Straatweg. 

## Geschiedenis

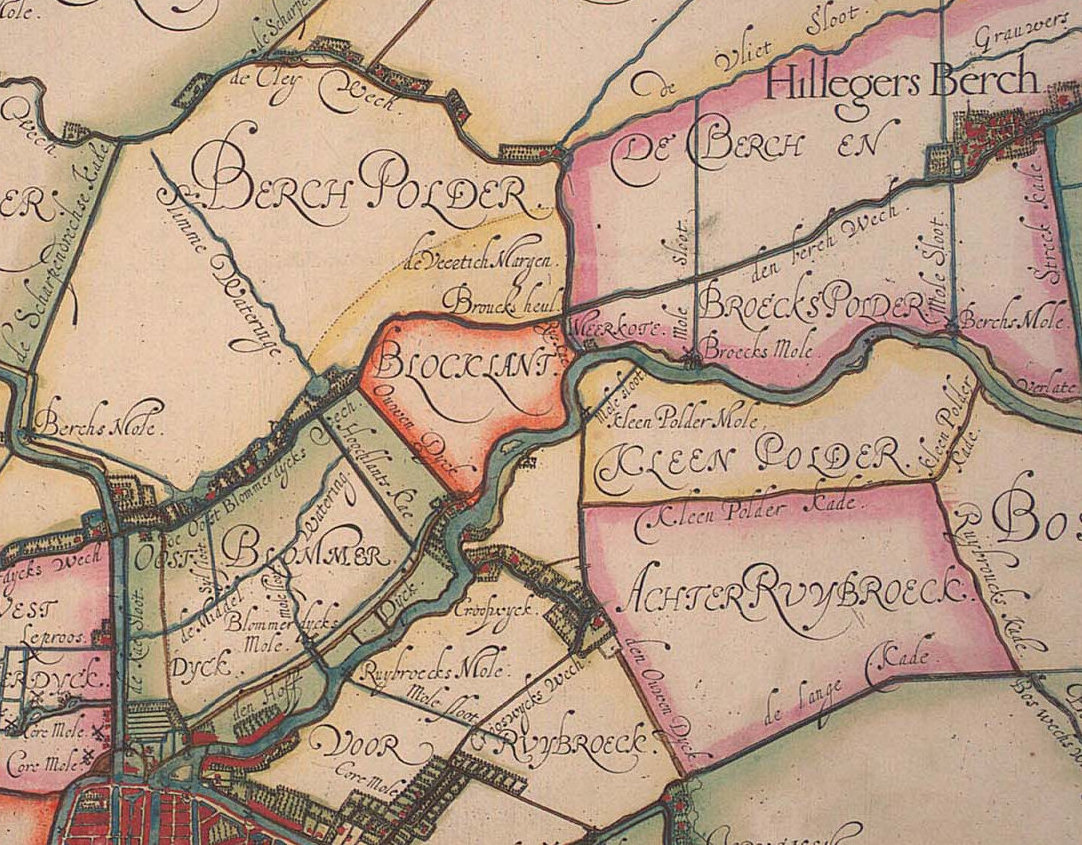
Bergweg op kaart uit 1611, van Floris Balthasar, vanaf de Schie genoemd "de Oost Blommersdijcks Wech" en het laatste stuk "den berch Wech."

De Bergweg is de oude verbindingsroute tussen Rotterdam en Bergschenhoek via Hillegersberg. Het is een van de oudste straten van Rotterdam, en liep oorspronkelijk vanaf de oude Beukelsdijk over de Rotterdamse Schie tot aan Bergschenhoek.
Voor 1897 heette de Bergweg de "Blommersdijksche weg". Deze naam verwees naar de oude ambachtsheerlijkheid Blommersdijk, die reeds in de twaalfde eeuw werd genoemd.
De oude Bergweg is opgedeeld in een viertal trajecten, die in de loop van de tijd eigen namen hebben gekregen:
- Tussen de oude Beukelsdijk en de Rotterdamse Schie (tegenwoordig: Schiekade) lag de West-Blommersdijksche weg. Dit gedeelte heet tegenwoordig Walenburgerweg.
- Het verlengde hiervan aan de oostzijde van de Rotterdamse Schie stond bekend als Oost-Blommersdijksche weg. Dit gedeelte is de tegenwoordige Bergweg.
- Wat tegenwoordig bekendstaat als Straatweg heette vroeger de Bergweg (ongeveer tussen de Benthuizerstraat en Hillegersberg)
- Het verdere verloop van de historische Bergweg is via de Bergse Dorpsstraat, de Grindweg en de Bergweg Zuid en de Bergweg Noord naar Bergschenhoek.

Op de kaart uit 1611 is reeds enige bebouwing zichtbaar aan de Oost-Blommersdijkse weg. Daar is niets meer van terug te vinden. De huidige bebouwing aan de Bergweg stamt grotendeels uit het begin van de twintigste eeuw.
In 1923 was de elektrificatie van de route voltooid voor tramlijn 14 van de stad naar Hillegersberg.

### Bekende historische gebouwen aan de Bergweg
- Station Rotterdam Bergweg (inmiddels gesloten)
- Eudokia ziekenhuis (inmiddels gesloopt)
- Bergwegziekenhuis (inmiddels gesloopt)
- Station Rotterdam Noord